# Heterofonía (revista)
Heterofonía es una revista académica mexicana especializada en música, musicología y crítica musical. La revista fue fundada en 1968 por la musicóloga y pianista Esperanza Pulido. En un principio fue publicada por el Conservatorio Nacional de Música y más adelante por el Centro Nacional de Investigación, Documentación e Información Musical (CENIDIM). Aunque publica artículos relacionados con la música a nivel internacional, se especializa en música mexicana, desde el punto de vista musicológico y etnomusicológico.

## Historia
La revista Heterofonía fue fundada en 1968, en México por Esperanza Pulido, quien fue su directora en una primera etapa. Pulido, además, financió la publicación durante su primera década. Durante 1980 a 1987, fue auspiciada por el Conservatorio Nacional de Música, y a partir de 1988, por el CENIDIM. El primer número de la revista tenía en la portada un símbolo náhuatl que representa el espíritu y la materia, la inteligencia y el trabajo; elementos que Esperanza Pulido consideraba que se combinaban en armonía en el arte.
La historia de la revista Heterofonía comprende tres periodos o bloques. En el primero, de 1968 a 1979, la revista era de periodicidad bimestral, y su equipo editorial estaba conformado por Esperanza Pulido como directora, Ignacio Medina Alvarado como jefe de redacción y Alberto Pulido Silva, que se encargaba de las relaciones públicas. Este periodo se caracteriza por un contenido de divulgación y de difusión de actividades musicales, pensando en lectores aficionados o legos. Participaban en la escritura, escritores de crítica y ensayos en formación. Como colaboradores, participaron Pablo Castellanos, Juan Vicente Melo, Jean-Étienne Marie, K. Marie Stolba y Robert Stevenson. Esperanza Pulido también participó de manera activa, generando 315 artículos, algunos con su nombre y otros bajo los seudónimos de Alma Bello y Claire Stevens. También firmó bajo el nombre de Claudio Landeros, que aparecía como jefe de redacción. La revista tuvo en esta época, unas 150 suscripciones en universidades de Estados Unidos, además de 100 llectores de México. En la primera etapa, Stevenson contribuyó con artículos de música virreinal de la Nueva España, los cuales también publicaba en inglés en su propia revista, titulada Inter-American Music Review.
En una segunda etapa, en 1979, la periodicidad de la revista cambia a trimestral, y en esta fase pero en 1981 se convierte en la revista oficial para la difusión del Conservatorio Nacional de Música (CNM), por petición del director Armando Montiel Olvera. El subsidio de la revista estuvo asegurado hasta en 1987 por el conservatorio. El consejo editorial estuvo conformado por Aura Pacheco Pinzón y el director del CNM. La revista cambió su contenido, volviéndose más académica, también publicando artículos pedagógicos que la institución desarrollaba.
En 1988, la revista entra a una nueva fase, estaba vez auspiciada por el CENIDIM, convirtiéndose en la publicación oficial de este centro para publicar sus estudios e investigaciones que producían. Sin embargo, la periodicidad de la revista dejó de ser regular a partir de esta época. El consejo editorial también se modificó, con Pulido a la dirección y Juan José Escorza como subdirector; así como diversos consejeros y consejeras: Consuelo Carredano, Luis Herrera de la Fuente, Ana Lara, Juan José Arreola, Robert Stevenson, Fausto Zerón, Juan Vicente Melo, Eduardo Contreras Soto y Rosa Virginia Sánchez.
En 1991, Esperanza Pulido falleció, por lo que la dirección de la revista pasó a Juan José Escorza, quien tuvo ese cargo hasta 1995. El consejo editorial cambió en 1996 con José Antonio Robles Cahero como director. En el consejo directivo de la revista estaba Eduardo Contreras Soto, Ricardo Miranda, Joel Almazán Orihuela, Yael Bitrán y Leonora Saavedra.

## Proceso de publicación y contenido
Heterofonía es una revista académica y arbitrada en formato impreso. Koegel señala que los contenidos son evaluados por el comité editorial, con revisiones externas que son anónimas. La mayoría de las colaboraciones proceden del mismo CENIDIM, aunque también recibe artículos de especialistas del extranjero. Los contenidos de la revista se especializan en música académica mexicana a través de los siglos.
En 1975, José Antonio Alcaraz publicó en el número 43 de Heterofonía, un artículo titulado «A propósito de Julián Carrillo», que es el primer artículo sobre Julián Carrillo escrito por un teórico no contemporáneo, y se convirtió en la base para el estudio posterior de este compositor, y lo coloca a la altura de compositores como Silvestre Revueltas, José Rolón y Carlos Chávez.